# آئرولینئاس ماس
آئرولینئاس ماس (به انگلیسی: Aerolíneas Mas) یک شرکت هواپیمایی با کد یاتا N3 است که در تاریخ حدود ۲۰۰۵ میلادی تأسیس شده است. دفتر مرکزی آئرولینئاس ماس در سانتو دومینگو، جمهوری دومینیکن واقع شده‌است و قطب این شرکت هواپیمایی در فرودگاه بین‌المللی لا امریکاس قرار دارد و به ۱۳ مقصد، پرواز انجام می‌دهد.